# Polvo asiático

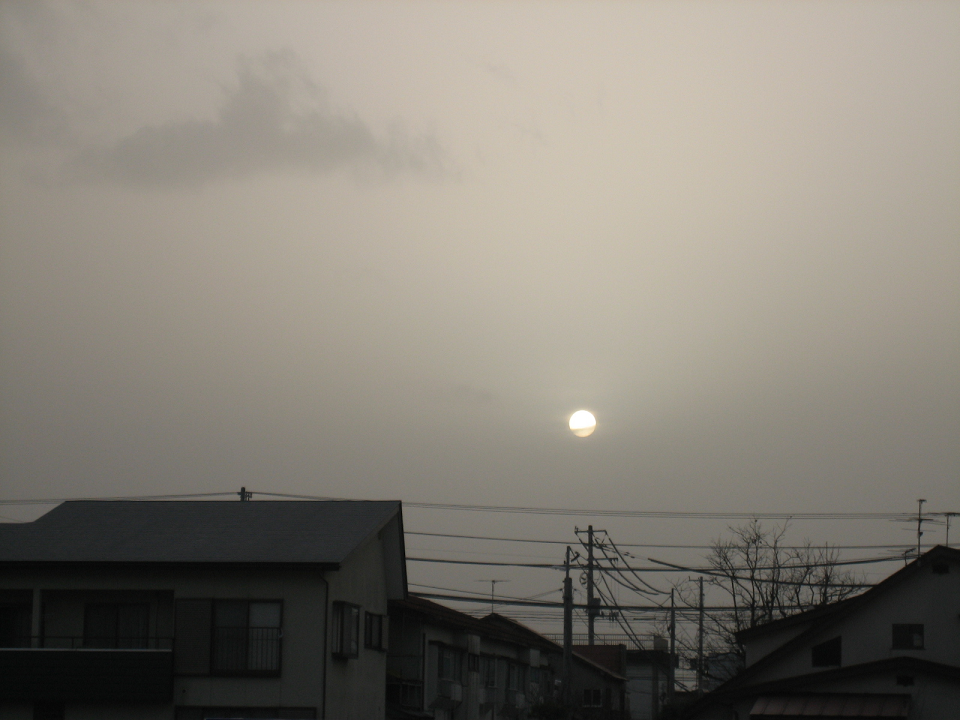
Polvo asiático oscureciendo el sol sobre Fukushima, Japón, el 2 de abril de 2007.

El Polvo asiático (también conocido como polvo amarillo, arena amarilla, viento amarillo, o tormentas de arena de China) es un fenómeno meteorológico estacional que afecta a gran parte de Asia Oriental esporádicamente durante la primavera. El polvo se origina en los desiertos de Mongolia, norte de China y Kazajistán, donde los vientos superficiales de alta velocidad y las intensas tormentas de arena levantan densas nubes de finas y secas partículas de polvo. Estas nubes son arrastradas por el viento hacia el oriente, pasando por China, Corea del Norte, Corea del Sur y Japón, así como también la parte más oriental de Rusia. En ocasiones las partículas son llevadas mucho más lejos, afectando significativamente la calidad del aire de lugares tan lejanos como los Estados Unidos.
Durante la última década el fenómeno se ha exacerbado, convirtiéndose en un problema importante debido a los contaminantes industriales (que antes no eran una amenaza) y a la intensificación de la desertificación de China, así como también la de la región del Mar de Aral, en Kazajistán, que se ha venido secando a lo largo de las últimas décadas como efecto del programa de irrigación soviético. Las tormentas de arena, referidas específicamente a las provenientes de China, han sido llamadas "polvo amarillo terrorista" por algunos grupos coreanos.

## Causas
En época reciente, la destrucción ambiental de China se ha ampliado, por el desarrollo industrial masivo, unido a una insuficiente preocupación por la calidad del aire, además de los efectos de la extensión del uso del carbón como combustible, pero sin los filtros adecuados. En Kazajistán, una mala política agraria ha dejado al Mar de Aral, donde armas biológicas fueron probadas secretamente durante la época soviética, seco y expuesto. 

## Contaminantes
El azufre (un componente de la lluvia ácida), las cenizas, el hollín, el monóxido de carbono y otros contaminantes tóxicos, incluidos metales pesados (como mercurio, cadmio, cromo, arsénico, plomo, zinc y cobre) y otras sustancias cancerígenas, comúnmente acompañan a las tormentas de arena, al igual que virus, bacterias, hongos, pesticidas, antibióticos, herbicidas, ingredientes plásticos, productos de combustión tales como ftalatos. Aunque los científicos saben que las corrientes intercontinentales de polvo pueden acarrear virus y bacterias, "la mayoría de la gente ha asumido que los rayos solares ultravioletas esterilizan estas nubes", dice el microbiólogo Dale Griffin, de la USGS en San Petersburgo. "Ahora sabemos que eso no es cierto".

## Efectos
Las zonas afectadas por este fenómeno experimentan una reducción en la visibilidad y se sabe que el polvo causa una serie de enfermedades, no limitadas a dolor de garganta y asma, en personas de otro modo sanas. Con frecuencia se aconseja a los habitantes de la zona evitar o minimizar las actividades fuera de casa, dependiendo de la severidad de la tormenta. Para aquellas personas que padecen asma o infecciones respiratorias, puede resultar fatal. Se ha demostrado que el polvo incrementa la tasa de mortalidad en la zona que afecta en un 1,7%.
Aunque la arena por sí misma, no es necesariamente perjudicial para el suelo, debido a las emisiones de azufre y la consiguiente lluvia ácida, las tormentas también destruyen las tierras de labranza, degradando el terreno mientras que los depósitos de cenizas, hollín y metales pesados, así como materiales biológicos potencialmente peligrosos, cubren el terreno, afectando a sembrados, acuíferos, etc. Las tormentas de polvo también afectan de manera especialmente dramática la vida silvestre, destruyendo cosechas y hábitats, al tiempo que los metales pesados interfieren en los procesos de reproducción. El coral resulta particularmente afectado. Los metales tóxicos se propagan por la cadena trófica, desde los autótrofos hasta los depredadores. La visibilidad en el aire se reduce, lo que provoca cancelación de vuelos, interrupción de viajes por carretera y actividades al aire libre, lo que produce como consecuencia significativas pérdidas en la actividad económica. En Japón se ha observado que la ropa lavada toma un color amarillo.
El periódico Korea Times informó de que el coste de limpiar un solo avión Jumbo fue de 3 millones de wons, necesitándose 20.000 litros de agua y 6 horas de trabajo. (enlace roto disponible en Internet Archive; véase el historial, la primera versión y la última).
- Datos: Q727414
- Multimedia: Asian dust / Q727414